# The Green Orchard
The Green Orchard er en britisk stumfilm fra 1916 af Harold Weston.

## Medvirkende
- Gregory Scott som Martin Wilderspin.
- Dora Barton som Fauvette Hyne.
- Edmund Willard som Tony Rye.
- Ernie Collins.